# محمد الصالح المهيدي

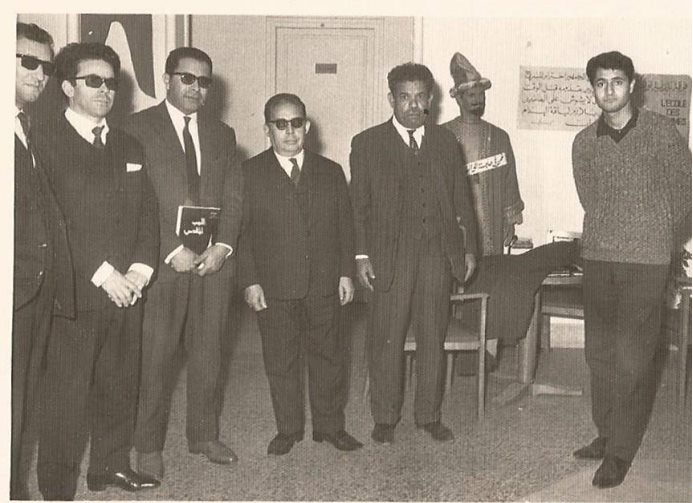
صورة أخذت على ما يبدو في أسبوع المسرح ويظهر فيها من اليسار محمد السقانجي وعبد المجيد التلاتلي وأحمد اللغماني حاملا ديوان اللهيب المقدس للواقف حذوه مفدي زكريا ثم محمد الصالح المهيدي وأخيرا شخص لم نتمكن من العثور على اسمه.

محمد الصالح المهيدي ولد عام 1902 بمدينة نفطة بالجنوب التونسي وتوفي

## مساره الوظيفي
دخل الكتاب لحفظ القرآن الكريم ثم التحق بجامع الزيتونة إلى أن أحرز على شهادة التطويع، ثم استكمل تعليمه بالانخراط في دروس الحقوق التونسية التي كان يتخرج منها الوكلاء والقضاة. عمل بالتعليم فيما بين عامي 1927 و1934، ثم التحق بإدارة جمعية الأوقاف إلى عام 1938 ومنها التحق بسلك الوظيفة الإدارية حيث عين خليفة وعمل بجزيرة جربة إلى عام 1942 واستقال ليعود بعدها إلى جمعية الأوقاف إلى أن وقع حلها بعد الاستقلال.

## في الصحافة والثقافة
منذ عام 1945 بدأ محمد الصالح المهيدي يذيع مقالاته عن الصحافة في الإذاعة، كما نشط في الصحافة المكتوبة وفي جمعيات فنية مختلفة تنشط في ميادين المسرح والموسيقى حيث كان في المعهد الرشيدي وفي فرقة أنصار المسرح. كما حاضر على منبر العديد من الجمعيات الأخرى من بينها جمعية قدماء الصادقية والجمعية الخلدونية وقد اهتم خاصة بتاريخ الصحافة التونسية والمغاربية والعربية، وكذا بتاريخ الأدب إذ ترجم لجماعة تحت السور وألقى في هذه الأغراض عديد المحاضرات بتونس وخارجها.

## مؤلفاته
- فصول في تاريخ الصحافة التونسية ، جمع وتحقيق وتقديم أحمد الطويلي, تونس معهد الصحافة وعلوم الإخبار، 2009، 162 ص.
- تاريخ الصحافة العربية التونسية 1860ـ1896، تحقيق أنس الشابي، تونس، 2010.

## إشارات مرجعية
1. 1 2 3  المهيدي[وصلة مكسورة]